# 한켈 행렬
선형대수학에서 한켈 행렬(Hankel行列, 영어: Hankel matrix)은 주대각선에 수직인 대각선들 상의 성분들이 같은 정사각 행렬이다.
{\displaystyle {\begin{bmatrix}a&b&c&d&e\\b&c&d&e&f\\c&d&e&f&g\\d&e&f&g&h\\e&f&g&h&i\\\end{bmatrix}}.}
한켈 행렬은 아래의 형태를 갖는모든 일반적인 {\displaystyle n\times n} 행렬 {\displaystyle A}이다.
{\displaystyle A={\begin{bmatrix}a_{0}&a_{1}&a_{2}&\ldots &\ldots &a_{n-1}\\a_{1}&a_{2}&&&&\vdots \\a_{2}&&&&&\vdots \\\vdots &&&&&a_{2n-4}\\\vdots &&&&a_{2n-4}&a_{2n-3}\\a_{n-1}&\ldots &\ldots &a_{2n-4}&a_{2n-3}&a_{2n-2}\end{bmatrix}}.}

## 역사
독일의 수학자 헤르만 한켈(독일어: Hermann Hankel, 1839~1873)이 도입하였다.
스코틀랜드의 수학자 토마스 뮤어(Thomas Muir) 경은 이를 과대칭 행렬(過對稱行列, persymmetrix matrix)으로 명명했으나, 주대각선에 수직인 부대각선에 대해 대칭인 부대칭 행렬과 혼동되어 이 용어는 거의 쓰이지 않는다.

## 같이 보기
- 퇴플리츠 행렬
- 방데르몽드 행렬